# 친한친구 방송반
친한친구 방송반은 대한민국의 방송국 문화방송의 라디오 채널 MBC FM4U에서 친한친구 금요일 방송이 별도 체제로 분리되어 매달 돌아가면서 DJ를 맡는 방식으로 진행한다. 단, 이 프로그램은 모두 전국방송이다.

## 일일 DJ
- 플레이브 : 2024년 11월 29일 ~ 12월 27일
  - 예준 : 2024년 11월 29일
  - 노아 : 2024년 12월 6일
  - 밤비 : 2024년 12월 13일
  - 은호 : 2024년 12월 20일
  - 하민 : 2024년 12월 27일
- 텐 (WayV) : 2025년 1월 10일[1] ~ 1월 31일
- 영재 (GOT7)  : 2025년 2월 7일
- 류진 (ITZY) : 2025년 2월 14일 ~ 3월 7일
- 도영 (트레저) : 2025년 3월 14일 ~ 3월 21일
- 하루토 (트레저) : 2025년 3월 28일 ~ 4월 4일
- 원위 : 2025년 4월 11일
- 루시 : 2025년 4월 18일
- Dragon Pony : 2025년 4월 25일
- izna : 2025년 5월 2일
- 원희 (ILLIT) : 2025년 5월 9일 ~ 5월 16일
- 지성 (NCT DREAM) : 2025년 5월 23일 ~ 6월 13일
- 유겸 (GOT7) : 2025년 6월 20일
- 킥플립 : 2025년 6월 27일
- 영재 (GOT7)  : 2025년 7월 4일 ~ 7월 11일
- 영훈 (더보이즈) : 2025년 7월 18일 ~ 8월 8일
- EVNNE (유승언, 이정현) : 2025년 8월 15일
- 아홉 (차웅기, 박주원) : 2025년 8월 22일
- 아홉 (차웅기, 박한) : 2025년 8월 29일
- 아홉 (서정우, 스티븐) : 2025년 9월 5일
- 아홉 (서정우, 박주원) : 2025년 9월 12일

## 코너

### 현재 코너
1부
- 출석체크
- 친친방 소식
- DJ의 플레이리스트

2부
- 있잖아...젤리 좋아해?
- 동아리 투어
- 나의 친구에게